# Eduardo Jiguchi
Eduardo Antonio García Jiguchi (Santa Cruz de la Sierra, 4 de agosto de 1970) es un exfutbolista boliviano. Se desempeñaba como defensa y su último equipo fue el San José de la Primera División de Bolivia.

## Clubes
| Club              | País    | Año       |
| ----------------- | ------- | --------- |
| Oriente Petrolero | Bolivia | 1988-1991 |
| Bolívar           | Bolivia | 1992-1999 |
| Mariscal Braun    | Bolivia | 2000      |
| Wilstermann       | Bolivia | 2000      |
| Bolívar           | Bolivia | 2001      |
| Wilstermann       | Bolivia | 2002      |
| The Strongest     | Bolivia | 2003-2004 |
| Aurora            | Bolivia | 2005      |
| Destroyers        | Bolivia | 2006      |
| San José          | Bolivia | 2007      |